# Развој рекорда светских првенстава у атлетици на отвореном — скок увис за мушкарце
Скок увис у мушкој конкуренцији је класична атлетска дисциплина која се налазила на програну свих атлетских такмичења која се одржавају на отвореном од Античке Грчке до данас. Тако је била и на програмима свих светским првенстава на отвореном од 1. Светског првенства 1983. одржаног у Хелсинкију  до данас. 
Актуелини рекорд светских пренства у скоку увис  износи 2,41, а рекордер је Богдан Богдаренко из Украјине, који је са овим резултатом и актуелни светски рекордер. 

## Рекорди
Закључно са СП 2019. у Дохи, ратификована су 32 рекорда светских првенстава.
Легенда
| ратификовани рекорди     |
| нератификовани резултати |
| * = изједначен рекорд    |

|     | Резултат | Атлетичар         | Дат. рођ.                        | Земља            | Место             | Датум              |
| --- | -------- | ----------------- | -------------------------------- | ---------------- | ----------------- | ------------------ |
| 1.  | 2,26     | Карло Трeнхарт    | 5. јул 1957. (26 год)            | Западна Немачка  | Хелсинки, Финска  | 12. август 1983.   |
| 2.  | 2,26*    | Валериј Середа    | 30. јун 1959. (24 год)           | Совјетски Савез  | Хелсинки, Финска  | 12. август 1983.   |
| 3.  | 2,26*    | Џу Ђанхуа         | 25. мај 1961. (22 год)           | Кина             | Хелсинки, Финска  | 12. август 1983.   |
| 4.  | 2,26*    | Генадиј Авденко   | 4. новембар 1963. (19 год)       | Совјетски Савез  | Хелсинки, Финска  | 12. август 1983.   |
| 5.  | 2,26*    | Двајт Стоунс      | 6. децембар 1953. (29 год)       | Сједињене Државе | Хелсинки, Финска  | 12. август 1983.   |
| 6.  | 2,26*    | Тајк Пикок        | 26. фебруар 1961. (22 год)       | Сједињене Државе | Хелсинки, Финска  | 12. август 1983.   |
| 7.  | 2,26*    | Милтон Оти        | 29. децембар 1959. (23 год)      | Канада           | Хелсинки, Финска  | 12. август 1983.   |
| 8.  | 2,26*    | Игор Паклин       | 25. јул 1963. (20 год)           | Совјетски Савез  | Хелсинки, Финска  | 12. август 1983.   |
| 9.  | 2,26*    | Лука Тозо         | 15. фебруар 1964. (19 год)       | Италија          | Хелсинки, Финска  | 12. август 1983.   |
| 10. | 2,29     | Дитмар Мегенбург  | 15. август 1961. (21 год)        | Западна Немачка  | Хелсинки, Финска  | 13. август 1983.   |
| 11. | 2,29*    | Џу Ђанхуа         | 25. мај 1961. (22 год)           | Кина             | Хелсинки, Финска  | 13. август 1983.   |
| 12. | 2,29*    | Игор Паклин       | 25. јул 1963. (20 год)           | Совјетски Савез  | Хелсинки, Финска  | 13. август 1983.   |
| 13. | 2,29*    | Тајк Пикок        | 26. фебруар 1961. (22 год)       | Сједињене Државе | Хелсинки, Финска  | 13. август 1983.   |
| 14. | 2,29*    | Генадиј Авденко   | 4. новембар 1963. (19 год)       | Совјетски Савез  | Хелсинки, Финска  | 13. август 1983.   |
| 15. | 2,29*    | Двајт Стоунс      | 6. децембар 1953. (29 год)       | Сједињене Државе | Хелсинки, Финска  | 13. август 1983.   |
| 16. | 2,32     | Генадиј Авденко   | 4. новембар 1963. (19 год)       | Совјетски Савез  | Хелсинки, Финска  | 13. август 1983.   |
| 17. | 2,32*    | Тајк Пикок        | 26. фебруар 1961. (22 год)       | Сједињене Државе | Хелсинки, Финска  | 13. август 1983.   |
| 18. | 2,32*    | Игор Паклин       | 25. јул 1963. (24 год)           | Совјетски Савез  | Рим, Италија      | 6. септембар 1987. |
| 19. | 2,32*    | Сорин Матеј       | 8. јул 1963. (24 год)            | Румунија         | Рим, Италија      | 6. септембар 1987. |
| 20. | 2,32*    | Патрик Шеберг     | 5. јануар 1965. (22 год)         | Шведска          | Рим, Италија      | 6. септембар 1987. |
| 21. | 2,32*    | Кларенс Сондерсј  | 14. септембар 1963. (23 год)     | Бермуда          | Рим, Италија      | 6. септембар 1987. |
| 22. | '2,32*   | Генадиј Авденко   | 4. новембар 1963. (23 год)       | Совјетски Савез  | Рим, Италија      | 6. септембар 1987. |
| 23. | 2,35     | Патрик Шеберг     | 5. јануар 1965. (22 год)         | Шведска          | Рим, Италија      | 6. септембар 1987. |
| 24. | 2,35*    | Дитмар Мегенбург  | 15. август 1961. (26 год)        | Западна Немачка  | Рим, Италија      | 6. септембар 1987. |
| 25. | 2,35*    | Игор Паклин       | 25. јул 1963. (24 год)           | Совјетски Савез  | Рим, Италија      | 6. септембар 1987. |
| 26. | 2,35*    | Генадиј Авденко   | 4. новембар 1963. (23 год)       | Совјетски Савез  | Рим, Италија      | 6. септембар 1987. |
| 27. | 2,38     | Патрик Шеберј     | 5. јануар 1965. (22 год)         | Шведска          | Рим, Италија      | 6. септембар 1987. |
| 28. | 2,38*    | Игор Паклин       | 25. јул 1963. (24 год)           | Совјетски Савез  | Рим, Италија      | 6. септембар 1987. |
| 29. | 2,38*    | Генадиј Авденко   | 4. новембар 1963. (23 год)       | Совјетски Савез  | Рим, Италија      | 6. септембар 1987. |
| 30. | 2,38*    | Чарлс Остин       | 19. децембар 1967. (23 год)      | Сједињене Државе | Токио, Јапан      | 1. септембар 1991. |
| 31. | 2,40     | Хавијер Сотомајор | [ [19. децембар]] 1967. (26 год) | Куба             | Штутгарт, Немачка | 22. август 1993.   |
| 32. | 2,41     | Богдан Бондаренко | 30. август 1989. (24 год)        | Сједињене Државе | Москва, Русија    | 15. август 2013.   |